# Оглянись во гневе (фильм, 1959)
«Оглянись во гневе» (англ. Look Back in Anger) — кинофильм британского режиссёра Тони Ричардсона по одноимённой пьесе Джона Осборна, вышедший на экраны в 1959 году.

## Сюжет
Джимми Портер — мужчина 25 лет с университетским образованием, в силу жизненных обстоятельств зарабатывает на жизнь мелкой торговлей на рынке. Вместе со своей женой Элисон и другом Клиффом Льюисом он снимает две небольшие комнаты в мансардном этаже дома в промышленном городе Средней Англии. Неудовлетворённость бытом и своим положением Джимми вымещает в виде длинных язвительных тирад в адрес жены, её взглядов на жизнь, её родственников и подруг. Элисон беременна, но сказать об этом мужу не решается. Женщину пытается поддержать её подруга — Елена Чарлз. Однажды Элисон не выдерживает очередных моральных издёвок и уезжает к своим родителям. Елена, терпевшая ранее от Портера многократные унижения, неожиданно проявляет к нему романтическую привязанность и легко соглашается на интимную близость. В течение нескольких месяцев их отношения носят ровный характер. В город ненадолго возвращается Элисон и, встретив Елену, сообщает, что потеряла ребёнка. Джимми решается на встречу с женой только на вокзале перед её отъездом. Между ними происходит объяснение. Финальная сцена оставляет надежду на их примирение.

## В ролях
- Ричард Бёртон — Джимми Портер
- Мэри Юр — Элисон Портер, его жена
- Клэр Блум — Елена Чарлз
- Гари Раймонд — Клифф Льюис
- Эдит Эванс — миссис (Ма) Таннер
- Дональд Плезенс — торговый инспектор
- Джордж Дивайн — доктор
- Найджел Дэвенпорт

## Художественные особенности
Вместе с фильмом «Путь наверх» картина стала первой, ознаменовавшей зарождение в культуре Соединённого королевства направления Британская новая волна. Так называемые «социальный реализм», «драматургия кухонных моек» отдавали предпочтение социальному протесту как таковому, часто в ущерб развитию действия. Авторы картины через своего героя (или антигероя) обличают высшие классы, государство, церковь в регулируемом и управляемом лицемерии.
Очевидно, что действительный источник гнева Портера не жена, а общественно-политическая система, которая никогда не допустит его личностного развития до максимального потенциала, поэтому персонаж Бёртона не хочет совершить даже попытки в этом направлении. Элисон и её родители в данной ситуации являются для Джимми лишь воплощением классового противника, что особенно подчёркнуто во время её встречи с отцом — полковником, классическим образчиком офицера пост-колониальной, «старой» Англии.

## Награды
- 1959 год — Национальный совет кинокритиков США включил фильм в пятёрку лучших иностранных кинолент года.
- 1960 год — номинация на премию «Золотой глобус» за лучшую мужскую роль в драме (Ричард Бёртон).
- 1960 год — четыре номинации на премию BAFTA: лучший фильм, лучший британский фильм, лучшая мужская роль (Ричард Бёртон), лучший сценарий для британского фильма (Найджел Нил).

## Критика
Фильм не получил столь же положительные отзывы критиков, как пьеса. По мнению редактора журнала Ozus’s World Movie Reviews Денниса Шварца, это связано, во-первых, с тем, что Бёртон откровенно стар для роли Джимми Портера (несоответствие 35-летнего актёра 25-летнему персонажу отмечают многие источники). Кроме того, воплощённый в сценической версии герой находился в поиске, он пытался найти ответы на свои вопросы, чем вызывал сопереживание. В фильме же бунт выражается лишь немотивированными вспышками высокомерного гнева. Обозреватель португальского издания «Cinema em Cena» предположил у персонажа Бёртона наличие невротического расстройства.